# Іванівка (Керченський район)
Іва́нівка (до 1941 — Джєппа́р, крим. Ceppar) — село Керченського району Автономної Республіки Крим.
Відстань від райцентру до населеного пункта становить 16 кілометрів по прямій.
За даними селищної ради на 2009 рік, село займало площу 49 гектарів на якій у 83 дворах, проживало 180 осіб.

## Історія
Біля села у 1 ст. — 3 ст. н. е. знаходився Ілурат — античне місто-фортеця.
Вперше у доступних джерелах село зустрічається у «... Пам'ятній книжці Таврійської губернії на 1902 рік» як хутор Джаппар.
Згідно зі Списком населених пунктів Кримської АРСР по Всесоюзному перепису 17 грудня 1926 року, до складу Лібкнехтівської сільради Керченського району входили села Джєппар Великий (9 дворів, 34 мешканці, всі росіяни) та Джєппар Малий (14 дворів, 62 мешканці, 50 росіян, 12 українців).
На кілометровій карті Генштабу Червоної армії 1941 позначено одне село під назвами «Іванівка» та «Джєппар».